# ریچارد رایت (موسیقی‌دان)
ریچارد ویلیام رایت (به انگلیسی: Richard William Wright) ‏(زادهٔ ۲۸ ژوئیه ۱۹۴۳ – درگذشتهٔ ۱۵ سپتامبر ۲۰۰۸)‎ که با نام ریک رایت هم شناخته می‌شود ترانه‌سرا، نوازنده پیانو و کیبورد و خواننده گروه موسیقی پینک فلوید بود.
ریچارد رایت به عنوان کیبورد نواز در پینک فلوید نقش بسزایی داشت. وی علاوه بر نواختن کیبورد به عنوان آهنگساز و خواننده پس زمینه حضوری فعال داشت و در برخی موارد به عنوان خوانندهٔ اصلی نیز فعالیت کرد (آهنگ‌های قابل ذکری بمانند:
زمان، پژواک‌ها، زیر و رو شدن، خداوند اخترشناسی و مادر ماتیلدا). گرچه رایت به عنوان عضوی از پینک فلوید در مقایسه با راجر واترز و دیوید گیلمور در ترانه‌سرایی آنقدر پرکار نبود اما نقش بسزایی در آلبوم‌های کلاسیک گروه نظیر فضولی، نیمه تاریک ماه، ای کاش این‌جا بودی ایفا کرده‌است. وی در آلبوم آخر پینک فلوید، ناقوس جدایی نیز حضور فعالی دارد.
رایت تحصیلات معماری داشت. او از اعضای بنیان‌گذار پینک فلوید بود و تا آخر زندگی خود عضو این گروه ماند، گرچه به دلیل اختلافاتی که با راجر واترز داشت، طی مقطعی از گروه خارج شد و در آلبوم برش نهایی حضور نداشت. در آلبوم لغزش آنی در عقل هم تنها به عنوان یک موسیقیدان که در آلبوم همکاری کرده از وی در جلد آلبوم نامبرده شد.

## مرگ
ریچارد رایت در سپتامبر ۲۰۰۸ بر اثر بیماری سرطان درگذشت.

## ترانه‌هایی که در آن‌ها به عنوان خوانندهٔ اصلی حضور دارد
- «خداوند اخترشناسی»، با سید برت (۱۹۶۷)
- «مادر ماتیلدا»، با سید برت (۱۹۶۷)
- «جعبه نقاشی» (۱۹۶۷)
- «چقدر خوب می‌شد» (۱۹۶۸)
- «روشنایی بیشتر شود»، با دیوید گیلمور (۱۹۶۸)
- «روزی را به یاد آور» (۱۹۶۸)
- «سرجوخه کلگ»، با دیوید گیلمور و نیک میسن (۱۹۶۸)
- «الاکلنگ» (۱۹۶۸)
- «تابستان ۶۸» (۱۹۷۰)
- «سرزمین فرو ریخته»، با دیوید گیلمور (۱۹۷۰)
- «پژواک‌ها»، با دیوید گیلمور (۱۹۷۱)
- «پل‌های شعله‌ور»، با دیوید گیلمور (۱۹۷۲)
- «بمان» (۱۹۷۲)
- «زمان»، با دیوید گیلمور (۱۹۷۳)
- «ما و آن‌ها»، با دیوید گیلمور (۱۹۷۳)
- «زیر و رو شدن» (۱۹۹۴)

## ترانه‌شناسی

### با پینک فلوید
- نی‌زن بر دروازه‌های سپیده‌دم (۱۹۶۷)
- یک نعلبکی رمز و راز (۱۹۶۸)
- موسیقی متن فیلم بیشتر (۱۹۶۹)
- اوماگوما (۱۹۶۹)
- مادر قلب‌اتمی (۱۹۷۰)
- فضولی (۱۹۷۱)
- تیره و تار در پشت ابر (۱۹۷۲)
- نیمه تاریک ماه (۱۹۷۳)
- کاش این‌جا بودی (۱۹۷۵)
- حیوانات (۱۹۷۷)
- دیوار (۱۹۷۹)
- لغزش آنی در عقل (۱۹۸۷)
- ناقوس جدایی (۱۹۹۴)

### آلبوم شخصی
- رؤیای خیس – ۱۵ سپتامبر ۱۹۷۸ آمریکا #۲۰۳
- چینی شکسته – ۲۶ نوامبر ۱۹۹۶

### آلبوم Zee
- هویت – ۹ آوریل ۱۹۸۴

### با دیوید گیلمور
- دیوید گیلمور در کنسرت (دی‌وی‌دی) – اکتبر، ۲۰۰۲
  - در دو آهنگ حضور دارد: "Breakthrough" (کیبورد/خواننده) و "بی حس و راحت (با باب گلداف)" (کیبورد)
- در یک جزیره – ۶ مارس ۲۰۰۶
  - در دو آهنگ حضور دارد: "On an Island" (هاموند ارگ) و "The Blue" (کیبورد/خواننده)
- Remember That Night (دی‌وی‌دی) – سپتامبر/نوامبر(BD), 2007
- Live in Gdańsk (سی‌دی/دی‌وی‌دی) – در ۲۲ سپتامبر ۲۰۰۸ منتشر شد.

### با سید برت
- برت – ۱۴ نوامبر ۱۹۷۰
  - کیبورد نواخت و در تولید این آلبوم همکاری کرد.